# Anggara Wicitra Sastroamidjojo
Anggara Wicita Sastroamidjojo (sinh ngày 16 tháng 5 năm 1989) là một chính trị gia người Indonesia, ông là đại biểu của Hội đồng Đại diện Nhân dân Khu vực Jakarta thuộc Đảng Đoàn kết Indonesia. Ông được bầu vào hội đồng vào năm 2019.

## Tiểu sử
Anggara sinh ngày 16 tháng 5 năm 1989 tại Jakarta. Ông tốt nghiệp trung học phổ thông SMA Negeri 6 Jakarta vào năm 2007 sau đó tiếp tục theo học ngành quảng cáo. Trước khi bắt đầu sự nghiệp chính trị, ông từng làm quản lý dự án, người khảo sát địa hình và giám đốc sáng tạo.
Về chính trị, Anggara gia nhập Đảng Đoàn kết Indonesia (PSI) và trở thành chủ tịch chi nhánh của đảng ở Nam Jakarta. Ông được bầu vào Hội đồng Đại diện Nhân dân Khu vực Jakarta sau cuộc bầu cử năm 2019 với tư cách là một trong tám nhà lập pháp của PSI. Ông tranh cử tại khu vực bầu cử số 7 của Jakarta và giành được 9.027 phiếu bầu. Trong hội đồng, ông được bổ nhiệm làm phó chủ tịch Ủy ban E phụ trách phúc lợi.
Ông được bổ nhiệm vị trí lãnh đạo phe PSI trong cơ quan lập pháp vào tháng 4 năm 2022. Ông chỉ trích ủy ban trung ương của PSI về các cuộc công kích của đảng chống lại thống đốc Anies Baswedan, điều mà ông cho là quá "cá nhân". Ông tỏ ra nghi vấn về lý do tài chính đằng sau việc Jakarta tổ chức giải đua xe Formula E, với phí cam kết lớn (560 tỷ Rupiah) so với lợi nhuận hoạt động được công bố từ sự kiện (5 tỷ Rupiah). Năm 2023, ông đề xuất tăng lương cho nhân viên y tế thành phố ở Jakarta để cạnh tranh với các bệnh viện tư nhân.

## Gia đình
Anggara là cháu nội của cựu Thủ tướng Indonesia Ali Sastroamidjojo. Ông nhận được sự chú ý của giới truyền thông vào tháng 4 năm 2022 khi mang theo đứa con bảy tháng tuổi của mình vào phòng lập pháp.